# Verein Historische Fahrräder

Logo des Vereins

Der Verein „Historische Fahrräder e. V.“ ist ein Zusammenschluss von Sammlern historischer Fahrräder.
Der Verein wurde 1997 gegründet. Im Dezember 2023 hatte er über 900 Mitglieder aus 16 Ländern.

## Aufgaben des Vereins
Der Verein hat sich folgende Aufgaben gestellt:
- Förderung und Pflege der Fahrradkultur;
- Erforschung, Dokumentierung und Verbreitung der  Entwicklungsgeschichte des Fahrrades, der Fahrradindustrie, des Radfahrens und deren Auswirkung;
- Unterstützung von Sammlern hiermit im Zusammenhang stehender Objekte, Belege und anderer Dinge sowie ihre Erhaltung und Präsentation;
- Förderung des Gedankens des Radfahrens.

## Aktivitäten
Der Verein gibt zweimal im Jahr die wissenschaftliche Zeitschrift „Der Knochenschüttler“ heraus. Zweimal jährlich finden regelmäßige Veranstaltungen statt: im August an wechselnden Orten das Vereinstreffen „Velocipediade“ mit Vorträgen, Sammlermarkt und Ausfahrten auf historischen Fahrrädern; im Februar das „Wintertreffen“, das zurzeit in der Jugendherberge Bad Hersfeld stattfindet und dem Gedankenaustausch zu vorher festgelegten Themen dient.
Seit 2019 bietet der Verein mit der Seite Velopedia ein Online-Archiv mit Dokumenten zur Geschichte des Fahrrades an.

## Schriftenreihe
Der Verein Historische Fahrräder gibt die Schriftenreihe zur Fahrradgeschichte heraus. Bisher erschienene Werke:
- Deutsche Fahrradmarken von A-Z (Bd. 1)
- Gerd Böttcher: Lieferbare Literatur zur Fahrradhistorie (Bd. 2)
- Michael Mertins: Die Geschichte der ANKER-Fahrräder (Bd. 3)
- Walter Euhus: Die Geschichte der Fahrradbereifung (Bd. 4)
- Günther von Lonski: Gib Speiche, Alter! – Fahrradgeschichte(n) von den Anfängen bis heute (Bd. 5)
- Toni Theilmeier: Die wilde verwegene Jagd. Der Aufstieg des professionellen Stehersports in Deutschland. Die frühen Jahre bis 1910. (Bd. 6)